# Rino (Sonico)
(Gregorio Brunelli, «Curiosi trattenimenti contenenti ragguagli sacri e profani dei popoli camuni», 1698)
Rino è una frazione del comune di Sonico, in media Val Camonica, provincia di Brescia.

## Geografia fisica

### Territorio
Si tratta della frazione più vicina al paese, nonché di quella con il maggior numero di abitanti. Storicamente è composto da due aree: la zona della villa e la zona dei "corgioi". Altra caratteristica zona è quella di greano, caratterizzata da campi e da numerose attività agricole. La parte più antica del paese è sorta nel lembo di terra compreso tra due torrenti: il Remulo. e il Rabbia. Questo facilitò il sorgere, nei tempi andati e fino agli inizi del 1900, di un fiorente artigianato della lavorazione del ferro che sfruttando l'acqua del torrente Remulo, molto più "socievole" della Rabbia, impiantò sui suoi argini diverse fucine (rinomati erano i chiodaroli di Rino).

## Origini del nome
Il borgo era anticamente chiamato Re, come il torrente che gli transitava appresso. Oggi si chiama Rino ed il torrente Remulo.

## Storia

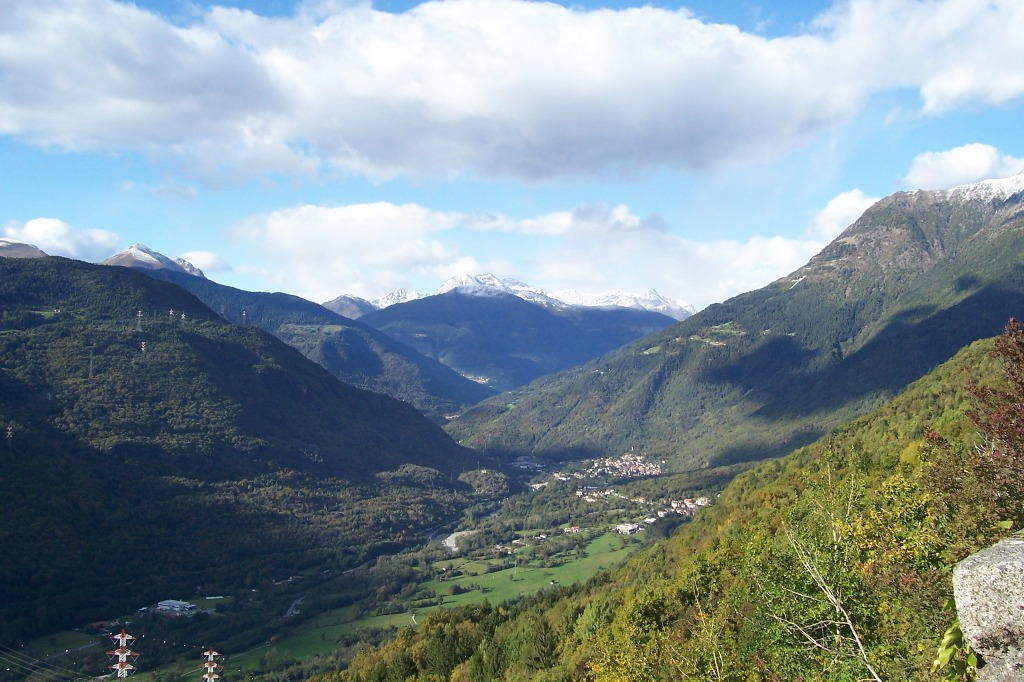
Rino panorama

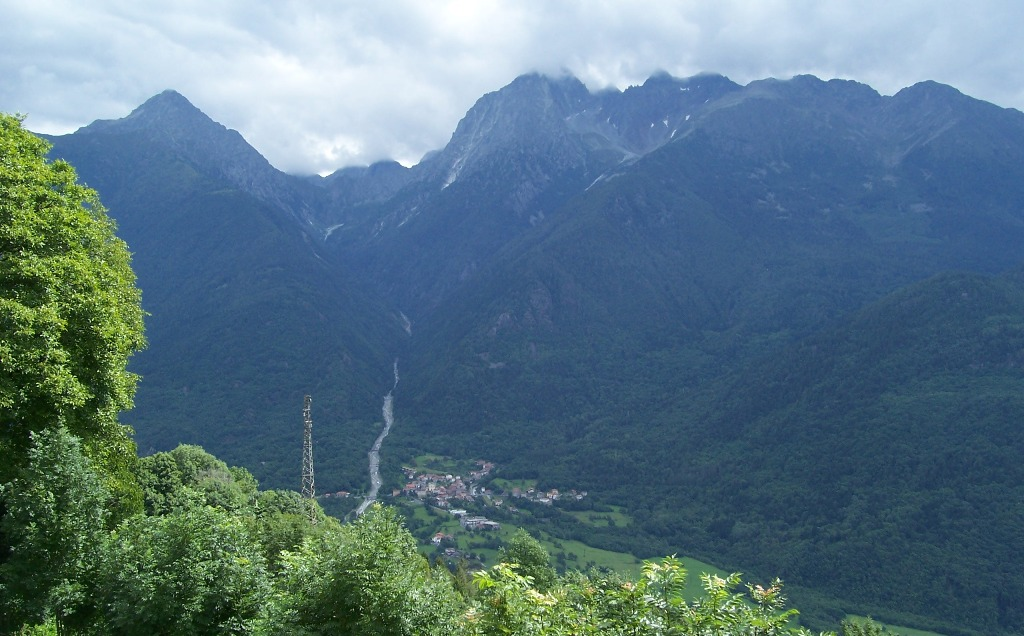
Rino da Loritto

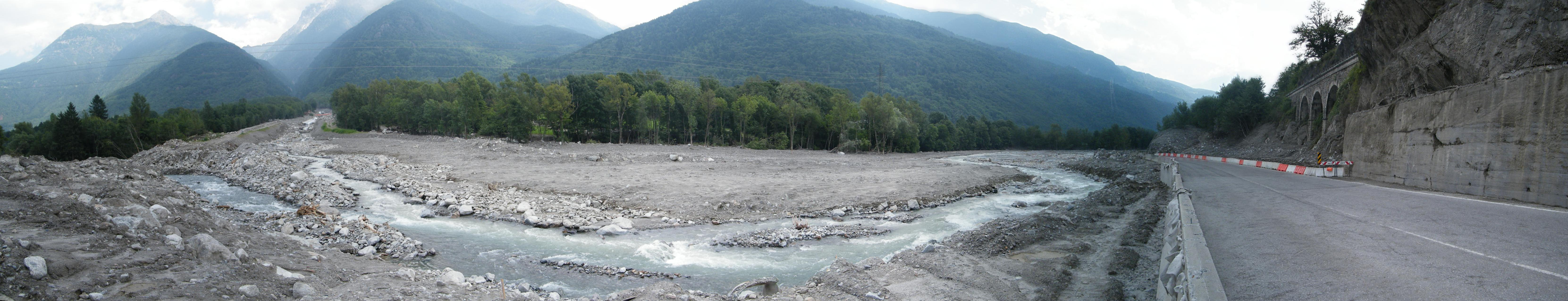
Esondazione del torrente Rabbia il 27 luglio 2012

Nel 1639 Rino diventa parrocchia, separandosi da Sonico

### Antichi Originari
Gli Antichi Originari erano, al tempo delle vicinie, i capifuoco delle famiglie native del paese: essi erano gli unici che avevano il potere di deliberare nei consigli, mentre i nobili, gli ecclesiastici e gli stranieri (anche se residenti da diverse generazioni nel paese) ne erano esclusi. I cognomi degli Originari di Rino, riportati nei registri della vicinia, erano:
- Caldinelli
- Casarotti
- Gasparini
- Madeo
- Molinari
- Mottinelli
- Piccinelli
- Scancietti

## Monumenti e luoghi d'interesse

### Architetture religiose
Le chiese di Rino sono:
- Parrocchiale di S. Antonio Abate, settecentesca, presenta un classico stile barocco con influenze tipicamente alpine, con campanile in granito risalente al 1600 e caratteristica meridiana. Il portale in marmo riporta la data 1750. All'interno della chiesa si trova la pala dell'altare maggiore opera del Corbellini, di grandi dimensioni, datato 1700. Alle pareti sono appese tre tele importanti di Giacomo Ceruti detto il Pitocchetto. Una delle quali, quella sulla parete di sinistra entrando nella chiesa, è stata la prima pala dell'altare maggiore (anno 1923 circa) e raffigura la Vergine con il bambino e dietro di lei appoggiato ad un gomito S. Giuseppe. In primo piano i santi: Lorenzo (patrono della parrocchia di Sonico dalla quale si è resa autonoma quella di Rino il 20 luglio 1639) che, rivolto ai fedeli, sembra indicare alla loro attenzione l'altra figura, Sant'Antonio il patrono della chiesa a lui dedicata. La tela sulla destra raffigura il SS. Sacrameto (raffigurato da un'ostia senza ostensorio nel mezzo di una nube squarciata da una luce intensa) contemplato ed adorato da S. Lucia, da S. Carlo,da S. Apollonia e da S. Rocco. L'altra pala posta sulla parete di fondo, sopra la porta d'entrata, rappresenta la Madonna del rosario con S. Domenico e S. Caterina da Siena e attorno sono dipinti i 15 misteri del Rosario. Oltre queste tele, sono stati attribuiti al Cerutti anche quattro affreschi che fanno bella mostra sul soffitto a volta della navata e del presbiterio. Questi raffigurano, sulla volta del presbiterio: la Resurrezione di Cristo; sul soffitto della navata: Assunta tratta al cielo dagli angeli, la gloria di S. Antonio Abate, S. Michele Arcangelo che precipita nell'inferno gli angeli ribelli. Un gioiello unico nel suo genere e un'importante tappa obbligata per chi voglia studiare e approfondire l'opera di Giacomo Ceruti, il pittore famoso in tutto il mondo.

### Architetture militari
- Torre Medievale in piazza S.Antonio.

### Architetture civili
- La Villa  in Rino alta, particolare abitazione medievale con caratteristico affresco.

## Società

### Tradizioni e folclore
Gli scütüm sono nei dialetti camuni dei soprannomi o nomiglioli, a volte personali, altre indicanti tratti caratteristici di una comunità. Quello che contraddistingue gli abitanti di Rino è Renàtoi o Màrtor.